# Yosuke Hanya
Yosuke Hanya (半谷 陽介 Hanya Yosuke?, nacido el 30 de enero de 1999 en Tokio) es un futbolista japonés. Juega de centrocampista y equipo es el Colorado Springs Switchbacks de la USL Championship.

## Clubes
| Club                                  | País           | Año           |
| ------------------------------------- | -------------- | ------------- |
| FC Tokyo                              | Japón          | 2016          |
| FC Tokyo sub-23                       | Japón          | 2016          |
| Colorado Rapids 2                     | Estados Unidos | 2022-         |
| Colorado Rapids (cedido)              | Estados Unidos | 2023          |
| Colorado Springs Switchbacks (cedido) | Estados Unidos | 2024-presente |

## Estadísticas

### J. League
| Club            | Año   | J. League | J. League | Copa J. League | Copa J. League | Total | Total |
| Club            | Año   | Part.     | Goles     | Part.          | Goles          | Part. | Goles |
| --------------- | ----- | --------- | --------- | -------------- | -------------- | ----- | ----- |
| FC Tokyo        | 2016  | 0         | 0         | 0              | 0              | 0     | 0     |
| FC Tokyo sub-23 | 2016  | 2         | 0         | -              | -              | 2     | 0     |
| Total           | Total | 2         | 0         | 0              | 0              | 2     | 0     |